# تريسي سيديني
تريسي سيديني (مواليد 30 مايو 2000) عارضة أزياء ألبانية ، ومؤثرة على وسائل التواصل الاجتماعي وحاملة لقب ملكة جمال الكون ، والتي توجت بلقب ملكة جمال الكون ألبانيا 2018 ومثلت بلدها ألبانيا في مسابقة ملكة جمال الكون 2018.

## روابط خارجية
- تريسي سيديني في قاعدة بيانات الأفلام على الإنترنت
- تريسي سيديني على إنستغرام
- revistavip.club/miss universe albania نسخة محفوظة 6 يناير 2020 على موقع واي باك مشين.
- missuniverse.com

| الجوائز و الإنجازات | الجوائز و الإنجازات          | الجوائز و الإنجازات |
| ------------------- | ---------------------------- | ------------------- |
| سبقه بليرتا ليكا    | ملكة جمال الكون ألبانيا 2018 | تبعه سيندي مارينا   |